# IC 1234
IC 1234 — галактика типу * (зірка) у сузір'ї Дракон.
Цей об'єкт міститься в оригінальній редакції індексного каталогу.